# Lotenbach (Wutach)
Der Lotenbach ist ein natürlicherweise knapp vier Kilometer langer, durch Zuleitung eines früheren Mühlkanals aber bedeutend verlängerter Bach im östlichen Hochschwarzwald (Baden-Württemberg). Aus waldigen Hochmulden westlich der Stadt Bonndorf herkommend stürzt er auf dem letzten Kilometer in Wasserfällen durch die Lotenbachklamm hinab zur Wutachschlucht, wo er bei der Schattenmühle von rechts und Südwesten in die Wutach mündet.

## Name
Der schon vom Schluchtrand aus laut hörbare Lotenbach wird auf einigen Wegweisern als Löthenbach bezeichnet.

## Geographie

### Verlauf und Tallandschaft
Das Quellgebiet des Lotenbachs liegt am Übergang der sich sanft nach Osten abdachenden waldreichen Buntsandsteinplateaus des Schwarzwald-Ostrandes zum von Ackerflächen geprägten Bonndorfer Muschelkalkhochland. Der Lotenbach entspringt westlich von Bonndorf, direkt an der Abzweigung der K 6592 von der B 315 nach Glashütte. Wenig unterhalb der Quelle wird ihm der früher zum Bonndorfer Mühlenweiher weiterführende und bis hier fast 7 Kilometer lange Mühlkanal zugeleitet. Er führt dem Lotenbach vor allem Wasser aus dem natürlichen Einzugsgebiet des südlich benachbarten Steinatales zu. Mit dieser Vergrößerung des Einzugsgebietes um rund ein Sechstel nahm auch die Wasserführung des Lotenbaches zu. Er fließt zunächst in sanft eingemuldetem Wiesengrund durch die Walddistrikte Schnepfenstand und Metzgerswinkel rund ein Kilometer parallel zur B 315, ehe er diese unterquert.
Hier beginnt die Lotenbachklamm, eine Gneis- und Granitschlucht mit zahlreichen, bis 8 Meter hohen Wasserfällen, deren spektakulärster Abschnitt rund 50 Meter Gefälle auf 300 Metern Länge aufweist. Auf diesem letzten Fließkilometer hat der Lotenbach ein mittleres Sohlgefälle von rund 110 ‰. Mit über 30 Meter breit gewordener Sohle tritt das Lotenbachtal oberhalb der Schattenmühle in das hier, zwischen der Oberen und der Mittleren Wutachschlucht, etwas geräumigere Wutachtal aus.

Lotenbachklamm
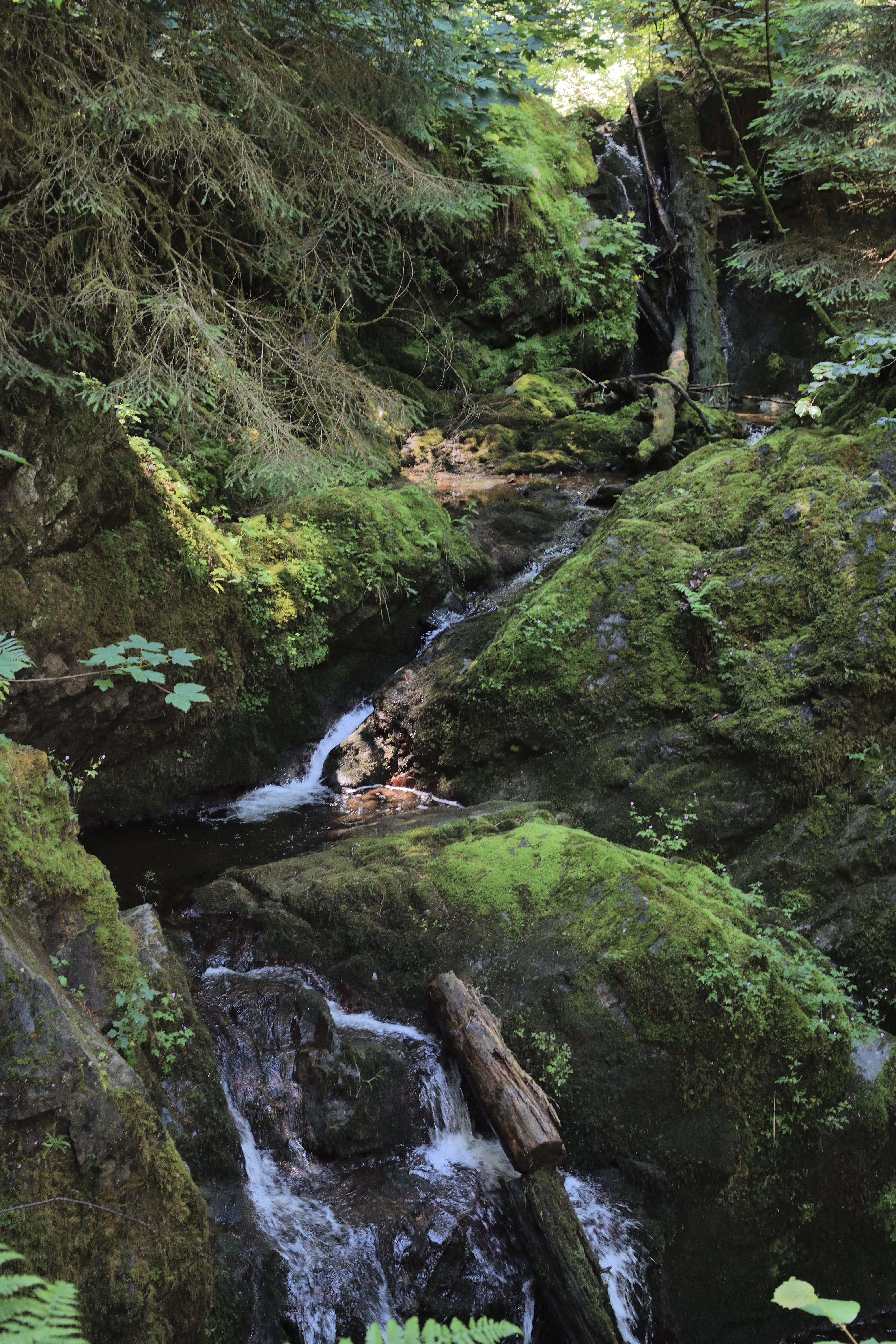
Lotenbach im Sommer …
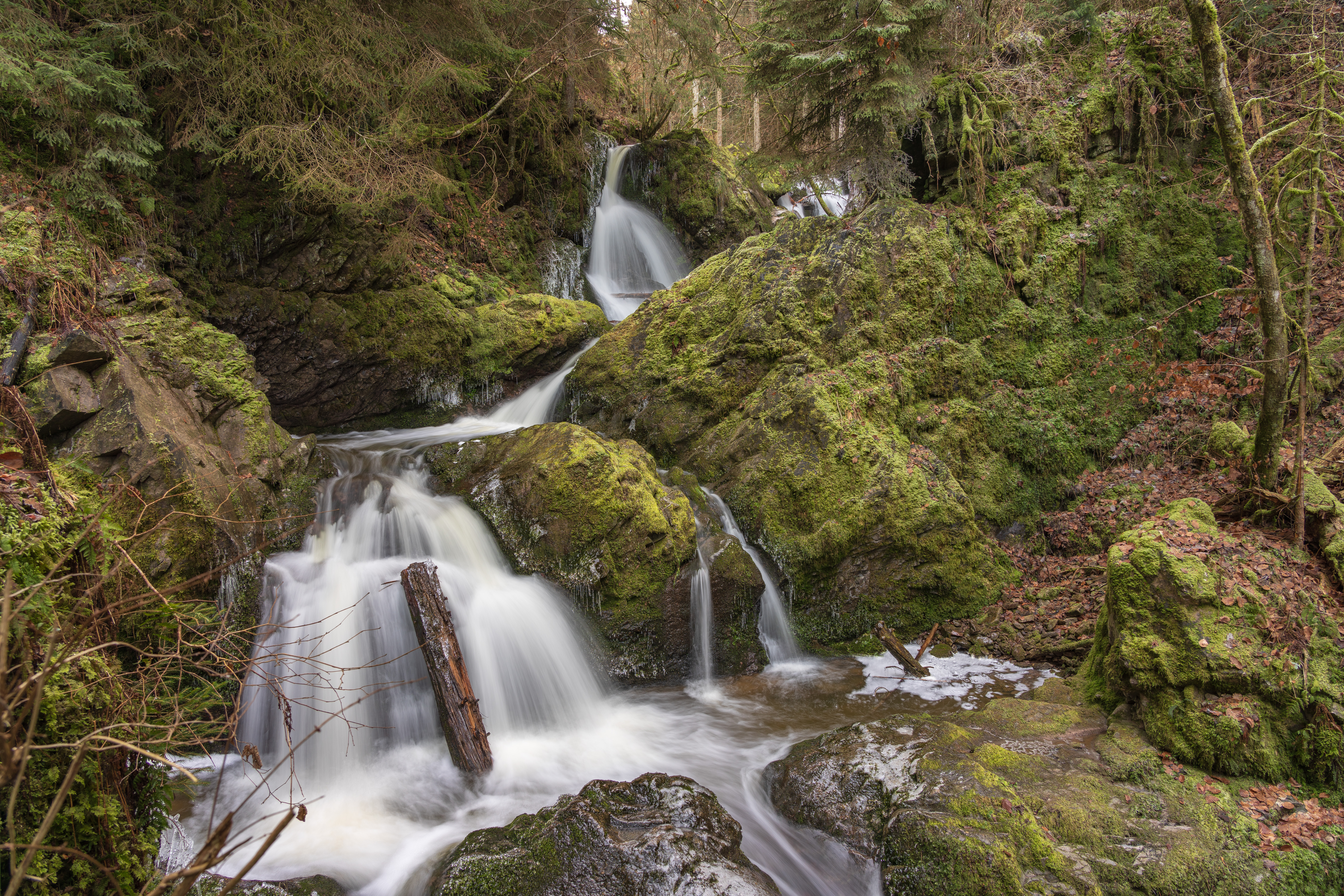
… und bei winterlichem Wasserstand
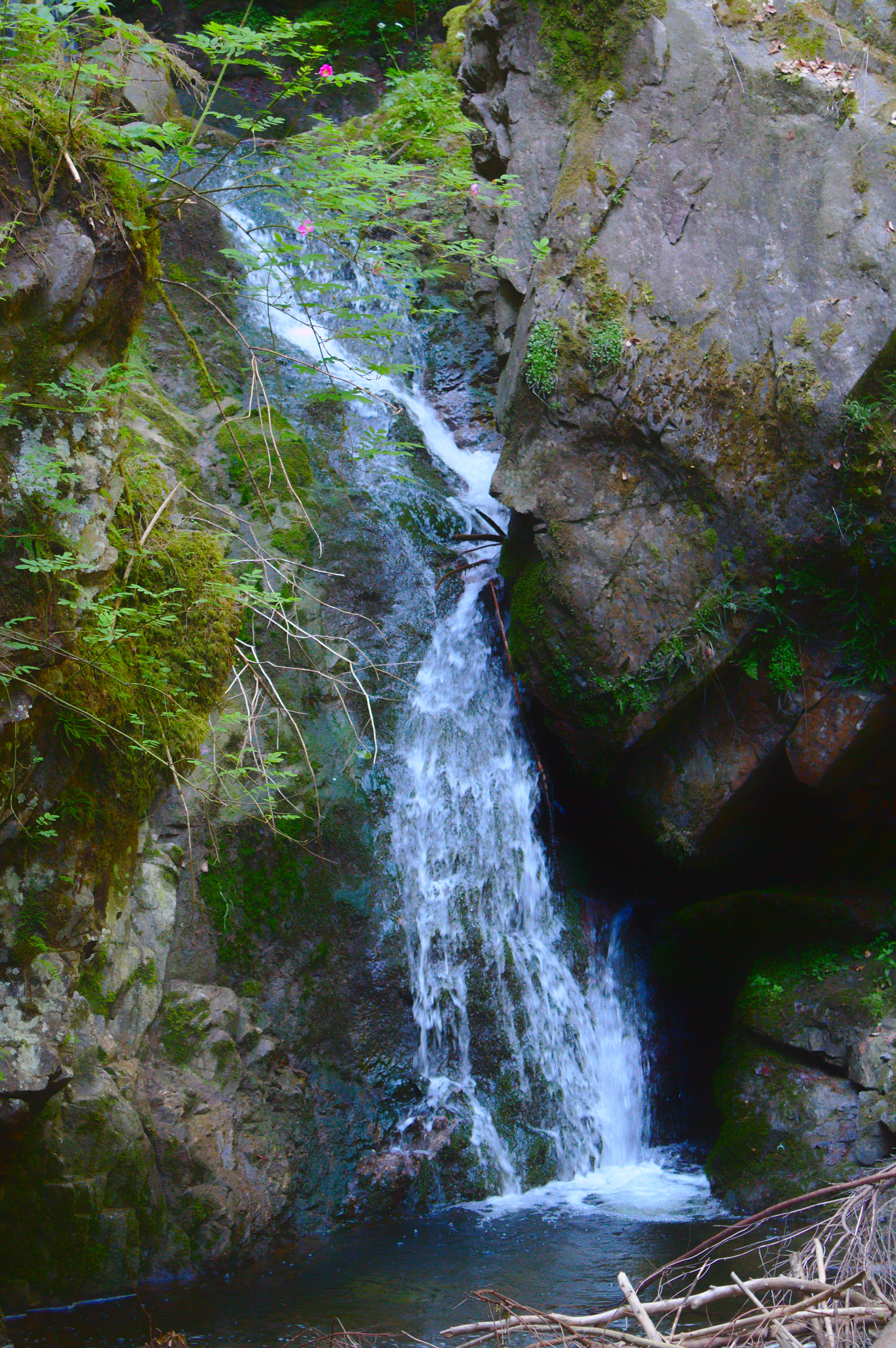
Mittlerer Hauptfall
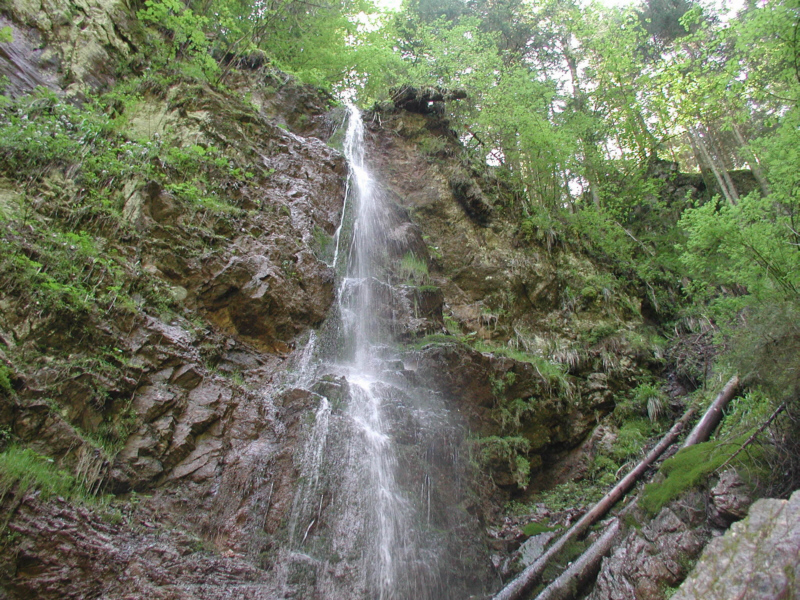
Über 30 Meter in die Schlucht stürzender namenloser Nebenbach mit Kalksinterbildungen

### Einzugsgebiet
Das naturräumlich zum Hochschwarzwald gehörende Einzugsgebiet ist etwa 6,7 km² groß und liegt vollständig im Stadtgebiet von Bonndorf im Schwarzwald. Der höchste Punkt des Einzugsgebiets liegt am Westende am Kesselberg auf 1043 m ü. NHN⊙. Das natürliche Einzugsgebiet hat seinen höchsten Punkt weiter östlich auf 934 m ü. NHN⊙.
Die Einzugsgebiete der folgenden Nachbargewässer grenzen an:
- im Nordosten fließt der Mettlenbach unmittelbar unterhalb ebenfalls in die Wutach;
- im Osten grenzt kurz das Einzugsgebiet des Ehrenbachs an, der weiter flussabwärts, oberhalb von Stühlingen, in die Wutach mündet;
- im Süden konkurriert die Steina mit ihren zahlreichen Nebenbächen, die in Tiengen ebenfalls in die Wutach entwässert.

### Zuflüsse
Liste der Zuflüsse von der Quelle zur Mündung (abgefragt oder abgemessen auf der amtlichen Gewässerkarte, namenlose Bäche sind nicht berücksichtigt):
- Ehemaliger Mühlkanal, DGKZ: 219833212, von links und Süden, Länge: 6,847 km, mündet auf etwa 860 m ü. NHN, beginnt auf etwa 1020 m ü. NHN am Südhang des Kesselbergs. An seinem Oberlauf hat er zwei weitere Namen:
  - Glaserbächle, auf einer Länge von etwa 2,1 km und
  - Mühlkanal, auf einer Länge von etwa 1,4 km;
- Hebsackgraben, DGKZ: 21983322, von rechts und Osten, Länge: 834 m, mündet auf etwa 810 m ü. NHN, entspringt auf etwa 832 m ü. NHN;
- Schnepfenbach, von links und Süden, Länge: 958 m, mündet auf etwa 780 m ü. NHN, entspringt auf etwa 855 m ü. NHN;
- Scharmützelbrunnen, von links und Westen, Länge: 1312 m, mündet auf etwa 774 m ü. NHN, entspringt auf etwa 875 m ü. NHN.

## Verkehr
Sowohl am Anfang als auch am Ende der Lotenbachklamm befinden sich ein Wanderparkplatz und eine Bushaltestelle. Entlang des Lotenbachs verläuft ein Fußweg, der mehrfach mittels Stegen durch die Wände und über den Bach führt.